# Ziziphus angolito
Ziziphus angolito är en brakvedsväxtart som beskrevs av Paul Carpenter Standley. Ziziphus angolito ingår i släktet Ziziphus och familjen brakvedsväxter. Inga underarter finns listade i Catalogue of Life.